# Eusandalum coronatum
Eusandalum coronatum is een vliesvleugelig insect uit de familie Eupelmidae. De wetenschappelijke naam is voor het eerst geldig gepubliceerd in 1876 door Thomson.